# Macross Zero
Macross Zero (マクロスゼロ?, Makurosu Zero) è un anime di cinque episodi, prequel della serie televisiva Macross. La serie è stata diretta da Shōji Kawamori, creatore originale del franchise legato a Macross, e prodotto dalla Satelight.

## Trama
Macross Zero è ambientata un anno prima degli eventi narrati nella prima serie di Macross e mostra la battaglia finale che portò all'unificazione globale della Terra. In mezzo al conflitto, il giovane pilota Shin Kudo viene attaccato da uno strano jet nemico, il modernissimo SV-51α dell'organizzazione Anti-Unificazione, in grado di trasformarsi in un robot. Precipitato sull'isola Mayan, Shin viene soccorso da un pacifico popolo indigeno, che custodisce i resti di un alieno.

## Episodi
1. The Ocean, The Wind and ...
2. The Star Of The Surface
3. Blue And Desperate Battle
4. Jungle
5. The Bird Human

## Personaggi e doppiatori
- Shin Kudo - Kenichi Suzumura
- Sara Nome - Sanae Kobayashi
- Mao Nome - Yuuka Nanri
- Roy Fokker - Akira Kamiya
- Edgard LaSalle - Sousuke Komori
- D.D: Ivanov - Ryûzaburô Ôtomo
- Nora Polyanski - Minami Takayama
- Aries Turner - Naomi Shindou
- Nutouk - Tamio Ohki
- Dr. Hasford - Nachi Nozawa

## Colonna sonora
Sigle di chiusura
1. "Arkan" cantata da Holy Raz (Eps 1,5)
2. "Life Song" cantata da Yen Chang with Holy Raz (Ep 2)
3. "Yanyan" cantata da Yuuka Nanri (Ep 3)
4. "Forest Song" cantata da Kuniaki Haishima (Ep 4)

## Curiosità
All'inizio del primo episodio compare una squadriglia di F-14 comandata proprio da Shin, impegnata dapprima in un combattimento aereo contro dei MiG-29, poi contro il SV-51α.